# اسپریت آو برمودا
اسپریت آو برمودا (به انگلیسی: Spirit of Bermuda) یک کشتی است که طول آن ۱۱۲ فوت ۰ اینچ (۳۴٫۱ متر) می‌باشد. این کشتی در سال ۲۰۰۶ ساخته شد.